# 513 v. Chr.
Portal Geschichte | Portal Biografien | Aktuelle Ereignisse | Jahreskalender | Tagesartikel

◄ |
7. Jahrhundert v. Chr. |
6. Jahrhundert v. Chr. |
5. Jahrhundert v. Chr. |
►

◄ | 530er v. Chr. | 520er v. Chr. | 510er v. Chr. | 500er v. Chr. |
490er v. Chr. |
►

◄◄ | ◄ | 516 v. Chr. | 515 v. Chr. | 514 v. Chr. | 513 v. Chr. |
512 v. Chr. |
511 v. Chr. |
510 v. Chr. |
► |
►►

## Ereignisse
- Der persische Großkönig Dareios I. aus der Achämenidendynastie lässt für seinen Feldzug gegen die Skythen eine Schiffbrücke über den Bosporus schlagen und setzt nach Thrakien über. Die Brücke wird unter der Leitung des Mandrokles von Samos gebaut. Im Rahmen dieses Feldzuges kommen die Perser erstmals mit den Griechen des griechischen Mutterlandes in engeren Kontakt.
- Artaphernes wird um das Jahr 513 von seinem Bruder Dareios zum Satrapen von Ionien mit der Residenz Sardis ernannt.